# Mise au tombeau (Lippi)
Pour les articles homonymes, voir La Mise au tombeau.
Mise au tombeau – en italien Deposizione di Cristo nel sepolcro – est un tableau réalisé par le peintre italien Filippino Lippi vers 1480. Cette peinture a tempera sur bois est une peinture chrétienne qui représente la mise au tombeau de Jésus-Christ par Marie accompagnée de Joseph d'Arimathie et Marie Madeleine. Don de Thomas Henry en 1835, elle est conservée au musée Thomas-Henry de Cherbourg-en-Cotentin, en France.